# Klaus Thurau
Klaus Walther Christian Thurau (* 14. Juni 1928 in Bautzen; † 1. November 2018 in München) war ein deutscher Physiologe und Hochschullehrer. Er gilt als ein Nestor der deutschen Nierenphysiologie.

## Familie und Ausbildung
Klaus Thurau wurde in Sachsen als Sohn von Helene Thurau, geborene Engel, und des evangelischen Orgelbaumeisters Walther Thurau geboren und besuchte in Norden (Ostfriesland) das Gymnasium. Nach dem Medizinstudium in Erlangen und Kiel und der Dissertation mit Promotion zum Dr. med. 1955 in Kiel arbeitete er am Physiologischen Institut der Göttinger Georg-August-Universität zunächst an der Atmungsregulation, bevor er sich der innovativen Göttinger Nierengruppe um Kurt Kramer anschloss. Nach der Habilitation in Göttingen, wo er 1961 seine Lehrtätigkeit begann, wechselte er (zusammen mit Kurt Kramer) an die Universität München, wo er seit 1968 als ordentlicher Professor für Physiologie wirkte. Ab 1957 war er mit Antje Thurau, geborene Wiese, verheiratet. Er hatte zwei Söhne (Stephan und Matthias).

## Wissenschaftliches Wirken
Klaus Thurau war ab 1973 Mitglied der Exekutiv-Komitees mehrerer internationaler wissenschaftlicher Gesellschaften. Er hat die physiologischen Grundlagen der Nierenfunktion erforscht und dabei wegweisende Erkenntnisse gewonnen, die Eingang in die Lehrbücher fanden. Das tubuloglomeruläre Feedback (TGF; auch juxtaglomerulärer Feedback genannt), ein Rückkopplungs-Mechanismus, mit dem die Filtration der einzelnen Nephrone in der Niere reguliert werden, wird auch als „Thurau-Hypothese“ oder als „Thurau-Mechanismus“ nach ihm benannt. Ebenso haben seine Arbeiten zur renalen Hämodynamik und zur Autoregulation der Nierendurchblutung bis heute eine grundlegende Bedeutung.
Von 1968 bis 1998 war er Vorstand des Instituts für Physiologie an der medizinischen Fakultät der Ludwig-Maximilians-Universität München.

## Thurau-Hypothese
In den 1970er Jahren forschten John Boylan in Buffalo und Klaus Thurau in München am Rückkopplungsmechanismus (Glomeruläres Feedback) und postulierten, dass bei einem tubulären Nierenversagen die glomeruläre Filtration zum Schutz vor Flüssigkeitsverlust gedrosselt werden kann. Trotzdem benannte sie auch Fälle von polyurischen Nierenversagen, bei dem der Mechanismus nicht greift.
Die Thurau-Hypothese beschreibt die kausale Entwicklung einer Oligurie oder einer Anurie im Rahmen des akuten ischämischen Nierenversagens. Eine ischämisch bedingte Störung der Natriumrückresorption im proximalen Tubulus führe zu einem (intratubulären) Anstieg der Natriumkonzentration in der Tubulusflüssigkeit. Dieser Anstieg werde im distalen Tubulus von natrium-sensitiven Sensoren registriert, die dann das Renin-Angiotensin-System aktivieren. In der Folge komme es zu einer Vasokonstriktion der Vasa afferentia und damit zu einem verlängerten Abfall der glomerulären Durchblutung und der glomerulären Filtration. Erst durch spätere Forschung durch Schnermann u. a. wurde erkannt, dass weniger der Volumenerhalt als vielmehr der Durchfluss durch das Nephron bei starken Blutdruckschwankungen und Stress durch diesen Mechanismus stabilisiert wird.  Noch 2016 beschrieben Thurau und Co-Autoren im New England Journal of Medicine den Juxtaglomerulären Feedback als wichtigen Mechanismus zu Schutz des Nephrons im Zusammenhang mit neueren Medikamenten zum Schutz vor Nierenversagen.

## Berufspolitik
Thurau war Vorstandsmitglied der Gesellschaft für Nephrologie (GfN). Er setzte sich für die Stärkung der Grundlagenwissenschaften ein.

## Ehrungen
Er wurde 1997 mit der Franz-Volhard-Medaille der GfN geehrt. 1990 zeichnete ihn die American Society of Nephrology (ASN) mit dem Homer Smith Award aus, 2008 die Georg-August-Universität Göttingen mit der Jacob-Henle-Medaille. Er war Ehrenmitglied der Deutschen Gesellschaft für Nephrologie (DGfN). Außerdem erhielt er zahlreiche Auszeichnungen, Ehrenmitgliedschaften, Gastprofessuren und ein medizinisches Ehrendoktorat. Er übernahm Vorstandsaufgaben in nationalen und internationalen Gremien. Er war Träger des Verdienstkreuzes 1. Klasse der Bundesrepublik Deutschland.

## Mitgliedschaften
Von 1987 bis 1990 war Klaus Thurau Präsident der International Society of Nephrology (ISN). 1991 wurde er zum Mitglied der Academia Europaea gewählt.

## Veröffentlichungen (Auswahl)
- mit John W. Boylan: Acute Renal Success – The Unexpeted Logic of Oliguria in Acute Renal Failure, in: The American Journal of Medicine, Volume 61, September 1976.
- Fundamentals of renal circulation, Göttingen, 1961.
- Hämodynamik des Nierenkreislaufes, Göttingen, 1961.
- Kinematographische Untersuchungen am Warmblüternephron, Göttingen, Verlag Vandenhoeck & Ruprecht, 1961.
- Über das Hyaluronsäure-Hyaluronidasesystem und seine Bedeutung bei der endokrinen Behandlung des Prostatakarzinoms, Kiel 1954.
- Die Diurese bei arteriellen Drucksteigerungen, in: Pflügers Archiv, Band 274, 1. November 1962, Nr. 6, Seiten 567–580, Online Ressource.
- mit H. Müller und H. Bräuer: Exempla hypertonica, Band 1, Bildatlas zur Physiologie und Pathophysiologie des Blutdrucks, München 1989, Medical Service, ISBN 3-926506-03-2.
- Zur Lokalisation der autoregulativen Widerstandsänderungen in der Niere, in: Pflügers Archiv, Band 274, 1. November 1962, Nr. 6, Seiten 553–566, Online Ressource.
- als Hrsg. mit Hans Jahrmärker: Renaler Transport und Diuretica, Internationales Symposium Feldafing, 21.–23. Juni 1968, Leitung Kurt Kramer und Herbert Schwiegk, Springer-Verlag, Berlin / Heidelberg / New York 1969.
- mit Peter Deetjen und Kurt Kramer: Hämodynamik des Nierenmarks, in: Pflüger’s Archiv für die gesamte Physiologie des Menschen und der Tiere, Band 270, Mai 1960, Seiten 270–285, doi:10.1007/BF00583424.
- mit Markus Hohenfellner: Pathophysiologische Aspekte des akuten Nierenversagens – Zellulärer Schaden, funktionelle Folgen, therapeutische Perspektiven, in: Deutsches Ärzteblatt, Jahrgang 89, Heft 1/2, 6. Januar 1992, Seiten A 33 – A 40.